# Heinrich Rubner
Heinrich Rubner (* 2. November 1925 in Grafrath, Oberbayern; † 15. Oktober 2017 in München) war ein deutscher Historiker und Forstwissenschaftler. Er ist vor allem mit Standardwerken zur Forstgeschichte im Zeitalter der industriellen Revolution und während der Zeit des Nationalsozialismus hervorgetreten.

## Leben und Wirken
Heinrich Rubner wurde am 2. November 1925 als Sohn des Forstwissenschaftlers und späteren Ministerialdirektors Konrad Rubner (1886–1974) geboren. 1955 wurde er mit der Darstellung Die Wälder der Inn-Salzach-Platte an der Ludwig-Maximilians-Universität München zum Dr. phil. promoviert. 1962 habilitierte er sich mit der Schrift Untersuchungen zur Forstverfassung des mittelalterlichen Frankreichs an der Albert-Ludwigs-Universität Freiburg und war dort anschließend von 1963 bis 1969 Dozent für Forstgeschichte. In dieser Zeit entstand eines seiner Hauptwerke, die Forstgeschichte im Zeitalter der industriellen Revolution (1967).
Dann wechselte Rubner an das Institut für Geschichte der Universität Regensburg, wo er ab 1969 bis zu seiner Emeritierung eine Professur für Wirtschafts- und Sozialgeschichte innehatte. Einer seiner Schwerpunkte blieb die Erforschung der europäischen Forst- und Jagdgeschichte. Diese Untersuchungen mündeten 1985 in sein wohl wichtigstes Buch: Deutsche Forstgeschichte 1933–1945. Forstwirtschaft, Jagd und Umwelt im NS-Staat. Die umfassende Darstellung der Entwicklung der deutschen Forstwirtschaft während der Zeit des „Dritten Reiches“ schloss eine große Lücke in der bisherigen Aufarbeitung dieser Zeit aus forstlicher Sicht. Von 1979 bis 1992 war Rubner Deputy Leader der Arbeitsgruppe „Wald- und Forstgeschichte“ der International Union of Forestry Research Organizations (IUFRO).
Auch nach seiner Emeritierung leitete Rubner mehrere Forschungsprojekte und veröffentlichte die Ergebnisse seiner Untersuchungen in verschiedenen Fachzeitschriften. So unterstand ihm das Forschungsvorhaben „Forstgeschichte Sachsens in Mittelalter und Neuzeit“. Rubners persönliches Interesse galt besonders dem Böhmerwald als ostbayerisch-böhmischem Grenzgebirge und dessen Sozialgeschichte. Hierzu leitete er das 1995 abgeschlossene Forschungsprojekt „Juden im böhmisch-bayerischen Grenzbereich“. Mit der 1994 veröffentlichten Biographien-Sammlung Hundert bedeutende Forstleute Bayerns (1875 - 1970) schloss Rubner zudem eine weitere Lücke der forstlichen Forschung. Rubner lebte zuletzt in München.
Sein schriftlicher Vorlass befindet sich im Archiv der Technischen Universität Dresden.

## Ehrungen und Mitgliedschaften
- 1985 – Ernennung zum Fellow der Forest History Society (FHS)[4]
- 1988 – Ernennung zum Mitglied der Academie d’Agriculture Francaise
- 1991 – Heinrich-Cotta-Medaille in Silber der TU Dresden
- 1992 – IUFRO-Award anlässlich der 100-Jahr-Feier des Internationalen Verbandes Forstlicher Forschungsanstalten in Berlin 1992
- 2006 – Wahl in den Beirat der Görres-Gesellschaft (26. September 2006)[5]

## Schriften (Auswahl)
- Die Wälder der Inn-Salzach-Platte, Dissertation, München 1955 (veröffentlicht in: Mitteilungen der geographischen Gesellschaft in München, Band 41, München 1956, sowie in: Burghauser Geschichtsblätter. Folge 26)
- Die Hainbuche in Mittel- und Westeuropa. Untersuchungen über ihre ursprünglichen Standorte und ihre Förderung durch die Mittelwaldwirtschaft, (Forschungen zur deutschen Landeskunde, Band 121), Bad Godesberg 1960
- Untersuchungen zur Forstverfassung des mittelalterlichen Frankreichs, Habilitationsschrift, Freiburg im Breisgau, 1962 (veröffentlicht in: Vierteljahrschrift für Sozial- und Wirtschaftsgeschichte, Nr. 49, Wiesbaden 1965)
- Forstgeschichte im Zeitalter der industriellen Revolution, (Schriften zur Wirtschafts- und Sozialgeschichte, Band 8), Berlin 1967
- als Herausgeber: Gespräche mit Carl Friedrich Gauß in den letzten Monaten seines Lebens, (Nachrichten der Akademie der Wissenschaften in Göttingen, Philologisch-Historische Klasse, Jahrgang 1975, Nr. 6), Göttingen 1975
- als Herausgeber: Adolph Wagner. Briefe, Dokumente, Augenzeugenberichte. 1851–1917, Berlin 1978, ISBN 3-428-04085-6
- Deutsche Forstgeschichte 1933–1945. Forstwirtschaft, Jagd und Umwelt im NS-Staat, Sankt Katharinen 1985 (2., erweiterte Auflage 1997 unter ISBN 3-89590-032-X)
- Hundert bedeutende Forstleute Bayerns (1875–1970), (Mitteilungen aus der Staatsforstverwaltung Bayerns, Heft 47), München 1994